# Lot (ort)
Lot är en ort i Belgien.   Den ligger i provinsen Flamländska Brabant och regionen Flandern, i den centrala delen av landet, 10 km sydväst om huvudstaden Bryssel. Lot ligger 26 meter över havet och antalet invånare är 4 303.
Terrängen runt Lot är huvudsakligen platt. Lot ligger nere i en dal. Runt Lot är det tätbefolkat, med 819 invånare per kvadratkilometer.. Närmaste större samhälle är Bryssel, 10,5 km nordost om Lot. 
Runt Lot är det i huvudsak tätbebyggt.